# آدم مكاي
 آدم مكاي (بالإنجليزية: Adam McKay)‏ مواليد 17 أبريل 1968 في فيلادلفيا، الولايات المتحدة، هو مخرج وكاتب سيناريو وممثل أمريكي. متزوج وله ولَدان. كانت بداية مسيرته الفنية مع التلفزيون عام 1995، بإخراج وكتابة وتمثيل عدد من حلقات مسلسل (Saturday Night Live). أخرج فيلم (The Big Short) حول أزمة الرهن العقاري التي حدثت في أمريكا في عام 2008. وأخرج في عام 2018 فيلم (Vice)، الذي يجسد سيرة حياة (ديك تشيني) نائب الرئيس الأمريكي جورج دبليو بوش.

## وصلات خارجية
- آدم مكاي على موقع IMDb (الإنجليزية)
- آدم مكاي على موقع روتن توميتوز (الإنجليزية)
- آدم مكاي على موقع مونزينجر (الألمانية)
- آدم مكاي على موقع ألو سيني (الفرنسية)
- آدم مكاي على موقع ميوزك برينز (الإنجليزية)
- آدم مكاي على موقع أول موفي (الإنجليزية)
- آدم مكاي على موقع بوكس أوفيس موجو (الإنجليزية)
- آدم مكاي على موقع قاعدة بيانات برودواي على الإنترنت (الإنجليزية)
- آدم مكاي على موقع قاعدة بيانات الأفلام السويدية (السويدية)
- آدم مكاي على موقع قاعدة بيانات الفيلم (الإنجليزية)